# Manu García (football, 1986)
Pour les articles homonymes, voir Manu García.
Manu García, de son nom de naissance Manuel Alejandro García Sánchez, né le 26 avril 1986 à Vitoria-Gasteiz, est un footballeur espagnol. Il joue actuellement au poste de milieu défensif au CD Mirandés.

## Palmarès
- Deportivo Alavés
  - Champion de Segunda División (deuxième division) en 2016
    -       - Copa del Rey
        - Finaliste en 2017